# Joost Lijbaart
Joost Lijbaart (* 25. September 1967 in Amsterdam) ist ein niederländischer Jazzschlagzeuger.

## Leben und Wirken
Nach Unterricht in klassischem Schlagzeug studierte Lijbaart von 1986 bis 1991 am Konservatorium von Hilversum bei Cees Kranenburg, Marcel Serierse und Gerhard Jeltes. Im Senegal studierte er in dieser Zeit auch afrikanische Perkussion (Doudou N’Diaye Rose). 1990 führte er mit Studenten der National Ballet Academy Perkussionsmusik von Iannis Xenakis, John Cage und Steve Reich auf. Auf dem Gebiet der Neuen Musik arbeitete er außerdem mit Theo Loevendie und Louis Andriessen zusammen.
Im Jahr 1989 gründete Lijbaart mit Yuri Honing ein Trio, das später zur Gruppe Orient Express erweitert wurde. Als Mitglied des Nicolas Thys Trio wurde er beim 15. Europäischen Jazzwettbewerb 1993 als bester Schlagzeuger ausgezeichnet. 1995 wurde er Mitglied des Michiel Borstlap Sextet (mit Yuri Honing, Eric Vloeimans und Benjamin Herman), mit dem er 1998 eine Chinatournee absolvierte, und des Trios Agog (mit Frank Wingold und Mark Haanstra). Mit Yuri Honing, Michiel Borstlap und Boudewijn Lucas gründete er 1996 die Jazzrock-Gruppe White House.
2002 gründete Lijbaart mit Yuri Honing, Benjamin Herman und Mats Eilertsen die Group of Friends, die im Folgejahr am North Sea Jazz Festival teilnahm; die Aufnahme des Konzerts erschien 2005. Mit dem Choreographen Anouk van Dijk realisierte er 2003 ein Liveprojekt für vier Tänzer und vier Musiker.
Mit der Gruppe Yuri Honing Wired Paradise (mit Yuri Honing, Tony Overwater und Frank Möbus) veröffentlichte er 2006 das Album Temptation. Im Duo mit dem Pianisten Wolfert Brederode nahm Lijbaart das Album One auf und realisierte ein Projekt mit dem Tänzer und Choreographen Lonneke van Leth. Im Trio Under the Surface arbeitet er seit 2017 mit dem Gitarristen Bram Stadhouders und der Sängerin Sanne Rambags (gleichnamiges Album 2017 bei Challenge Records) und im Duo Knock on Wood mit der Sängerin und Vibraphonistin Sanne Huijbregts.

## Diskografische Hinweise
- Yuri Honing Trio: A matter of conviction, 1992
- Wim Overgaauw: 65th anniversary concert, 1993
- Nicolas Thys Trio: 15th Europ’ jazz contest, 1993
- Sylvilane: In the Palm of My Hand, 1993
- Tony Overwater: Motion music, 1994
- Lydia van Dam Group: Evidence, 1995
- Yuri Honing Trio: Gagarin, 1995
- Agog: Eat Time, 1995
- Benjamin Herman: Cafe Alto, 1996
- Michiel Borstlap Trio: Residence, 1996
- Yuri Honing Trio: Star Tracks, 1996
- Michiel Borstlap Sextet: The Sextet live!, 1996
- White House: White House, 1997
- Lydia van Dam Group: Both Sides Now, 1998
- Yuri Honing Trio: Sequel, 1999
- Wim Bronnenberg: Stream, 1999
- Pieter de Mast: Tracing, 1999
- Yuri Honing: Memory, 2001
- Agog: Shortcuts to Detours, 2001
- Yuri Honing Trio: Orient Express, 2002
- Tony Overwater: Faces of China, 2002
- Group of Friends: Live at the North Sea Jazz Festival, 2004
- Agog: Agog/Zapp, 2004
- Joost Lijbaart & Wolfert Brederode: One, 2006
- Yuri Honing Wired Paradise: Temptation, 2006
- Yuri Honing: Memory Lane, 2008
- Christian Hassenstein, David Friesen, Joost Lijbaart: Textures, 2014
- Under the Surface: Trinity, 2019 (mit Bram Stadhouders und Sanne Rambags)
- Free (Challenge Records, 2020)
- Aseo Friesacher Kaiju Project (Challenge Records, 2024, mit Waka Otsu, Fuefuki Kana, Johannes Fend)